# Mattaco
Der Mattaco war ein Gewichtsmaß in Tripolis.
- 1 Mattaco = 21,5 Kilogramm